# Emídio Dantas Barreto
Pour les articles homonymes, voir Barreto et Dantas.
Emídio Dantas Barreto (Bom Conselho, 1850 - Rio de Janeiro, 1931) est un militaire, homme politique et auteur brésilien.
Militaire de carrière, il gravit rapidement les échelons et participa, avec le grade de lieutenant-colonel, à la 4e expédition de Canudos, dont il relatera peu après le déroulement dans un ouvrage de 1899, l’une des sources présumées d’Euclides da Cunha. En 1910, il fut nommé ministre de la Guerre, auquel titre il eut à faire face à plusieurs révoltes, notamment des forces navales. Comme auteur, il composa une série de livres évoquant ses expériences de militaire, ainsi que plusieurs romans historiques.

## Biographie
Né dans un milieu modeste et entré dans l’armée brésilienne de très bonne heure, Emídio Dantas Barreto participa à la guerre de la Triple-Alliance, puis poursuivit sa carrière militaire, gravissant rapidement les échelons par ses mérites et au gré de ses formations. Il combattit la révolte de l'Armada en 1892, et participa avec le grade de lieutenant-colonel à la 4e expédition de Canudos en tant que commandant du 25e bataillon d’infanterie, puis comme commandant de la 3e brigade ; il restera dans la zone de combat du début à la fin de la guerre et prendra part aux ultimes combats, le 1er octobre 1897,. 
La guerre terminée, Dantas Barreto se fit auteur, publiant divers ouvrages scientifiques, des études militaires et des romans historiques. C’est lui qui écrivit le premier livre sur la guerre de Canudos, et c’est de lui aussi sans doute que provient la majeure partie des informations sur les campagnes militaires contre Belo Monte (nom donné par Antônio Conselheiro à la colonie millénariste qu’il fonda à Canudos en 1894). Dans ce livre, compte rendu de la guerre, intitulé Ultima expedição a Canudos, qu'il fit paraître en 1899, et qui sera l’une des sources non citées d’Euclides da Cunha, il présente le combattant conselheiriste, le jagunço, comme étant représentatif du sertanejo, et, partant, Canudos comme étant représentatif du sertão (campagnes semi-arides de l’intérieur). Ce dernier reste ici codé, dans une large mesure, comme l’antithèse de la normalité républicaine nationale ; aussi Dantas Barreto n’eut-il aucun scrupule à écrire : 

« L’on commença de raser la grande colonie, encore et toujours par le moyen  de l’incendie et de la démolition. Il fallait ne laisser intact aucun mur, ni même la moindre poutre [...]. Trois jours plus tard, il n’y avait là plus rien que les décombres de cette immense zone de peuplement, qui disparut au nom de l’ordre, de la civilisation et de la moralité du Brésil »

— Emídio Dantas Barreto.
Toutefois, cette dissociation sertão/nation n’est plus un obstacle rédhibitoire à une assimilation partielle du sertanejo. Si l’ancien faisceau de paradigmes réducteurs, constiturif du discours dénigrant contre Canudos, reste intact chez Barreto, il s’y ajoute à présent la dimension de l’héroïsme ; la performance militaire impressionnante du sertanejo, sa bravoure « honore le Brésilien du Nord » et lui ouvre une porte vers le giron national. Sur le même sujet, Dantas Barreto publiera un second livre en 1905, intitulé Acidentes da Guerra.
Appartenant au mouvement dit salvacionismo, lequel prônait l’interventionnisme militaire dans les affaires politiques et duquel faisait partie également Hermes Rodrigues da Fonseca, Dantas Barreto, entre-temps promu général de division, s’engagea dans la campagne de ce dernier en vue de la présidence de la république, et, Hermes da Fonseca élu, fut nommé ministre de la Guerre sous son gouvernement, exerçant cette fonction du 15 novembre 1910 au 12 septembre 1911. Durant son mandat se produisirent de graves perturbations de l’ordre militaire et civil, en particulier, la révolte dite du Fouet (en port. Revolta da Chibata), survenue en 1910, c’est-à-dire dès les premiers mois du nouveau gouvernement, révolte où les marins des principaux vaisseaux de guerre se mutinèrent pour protester contre les châtiments corporels toujours en vigueur dans la marine nationale, et où la ville de Rio de Janeiro elle-même, alors capitale du Brésil, sera menacée de la canonnade. Cependant, le gouvernement résolut de traiter cette affaire en amnistiant les militaires impliqués. 
Ensuite, en décembre de la même année, éclata une nouvelle rébellion, cette fois des fusiliers marins cantonnés sur l’île des Cobras, à laquelle le général Dantas Barreta répliqua par une punition d’une grande sévérité.

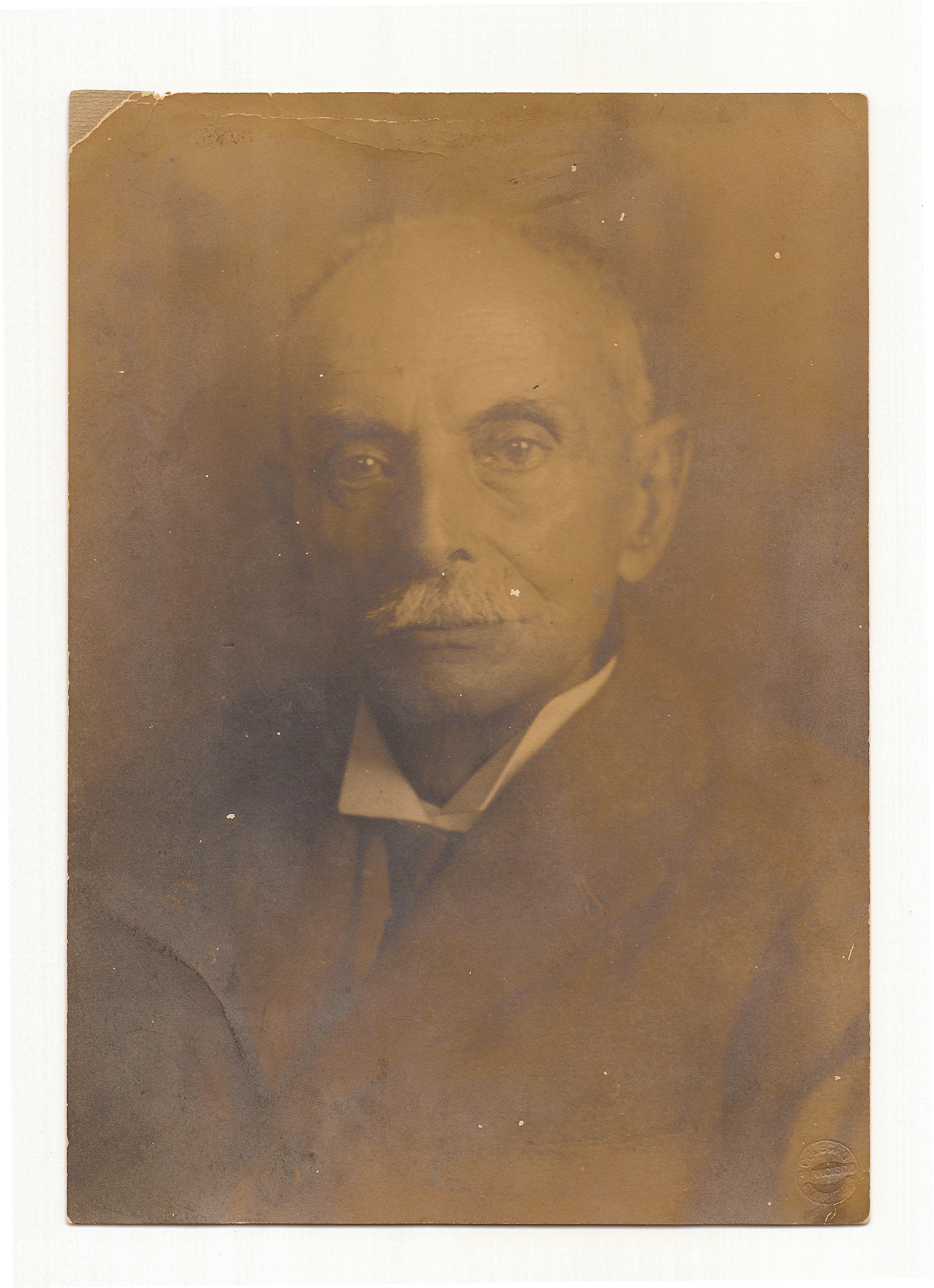
Emídio Dantas Barreto, général et président du Pernambouc.

Sous son administration se produisit encore le soulèvement du Contestado, dans une région disputée entre les États du Paraná et de Santa Catarina, où João Maria, à l’instar d’Antônio Conselheiro à Canudos, défiait le pouvoir fédéral. Plusieurs expéditions militaires furent dépêchées sur les lieux, qui se soldèrent toutes par un échec ; la rébellion ne sera pas matée avant l’expédition de Fernando Setembrino de Carvalho, mise sur pied par le gouvernement suivant, dirigé par Venceslau Brás. 
Il démissionna de sa fonction ministérielle pour assumer la présidence du Pernambouc, de décembre 1911 à décembre 1915. S’étant distancié du salvacionismo, il se fit élire sénateur fédéral et exerça son mandat de 1916 à 1918. Il fut réformé de l’armée avec le grade de maréchal d’armée en 1918, et siégea à l’Académie brésilienne des lettres (fauteuil no 27) de 1910 à sa mort.

## Œuvres
- A condessa Hermínia (1883)
- Lucinda e Coleta (1883)
- Margarida Nobre (1886)
- A última expedição de Canudos (1898)
- Acidentes da guerra
- Operações de Canudos (1915)
- Expedição a Mato Grosso
- A revolução de 1906 (1907)
- Impressões militares (1910)
- A destruição de Canudos, (1912)
- Discurso político (1912)
- Conspirações (1917).